# Uwe Mèffert

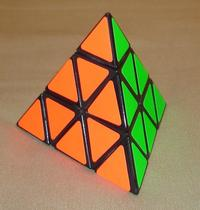
Le Pyraminx d'Uwe Mèffert

Uwe Mèffert est un inventeur de casse-tête allemand né à Wernigerode le 28 novembre 1939 et mort le 30 avril 2022,.

## Biographie
Uwe Mèffert est le fils d'Otto Oscar Wilhelm Rudolph Mèffert et de Emmy Johanna Frieda Von-Vorkauf. Il a grandi à Heidelberg (Allemagne), Geelong (Australie) et Berne (Suisse). Il habitait en Asie depuis les années 1970 et vit actuellement à Hong Kong. Il est marié à Jing Mèffert. Ils ont trois enfants (Michelle, Andrew et Ulrich) et deux petits-enfants (Mikaela et Zachary).
Uwe Mèffert est un inventeur allemand de casse-tête mécanique de type Rubik's Cube depuis l'engouement pour celui-ci. Ses premières créations ont été le Pyraminx et autres tels que le Megaminx, Skewb et Skewb Diamond. Plus récemment, il a breveté et réalisé des puzzles pour d'autres entreprises comme le Dogic.
Dans les années 1970, Mèffert crée des casse-tête pour son propre amusement en utilisant des  pièces de balsa attachées à une balle centrale par des élastiques. Ne pensant pas que d'autres personnes seraient intéressées par ses puzzles, il les met de côté et les oublie jusqu'à ce que le Rubik's Cube d'Ernő Rubik devienne un phénomène mondial dans les années 1980. En 1981, Mèffert apporta ses casse-tête à un constructeur japonais qui accepta de les commercialiser. L'un d'eux, le Pyraminx, fut vendu à 10 millions d'exemplaires en un an, et 90 millions en trois ans. Depuis cette époque, Mèffert et ses associés ont créé plus de 100 puzzles en 3D.
Mèffert a également créé sa propre version du sudoku. Son casse-tête consiste en neuf grilles 3×3, « représentant la logique totale ». Il faut placer les nombres 1 à 9 dans chaque rangée horizontale et verticale, chaque boîte 3×3 et les deux diagonales majeures sans répéter de nombre. Un carré magique chinois, constitué des nombres de 1 à 9, est caché dans une grille 3×3 quelque part dans le casse-tête. 